# Orden de los Cuatro Emperadores
La Orden de los Cuatro Emperadores fue una orden caballeresca primero instituida en 1308 en el seno de la Casa de Luxemburgo y posteriormente refundada en el Imperio alemán en 1768 para honrar la memoria de los cuatro emperadores de la casa de Luxemburgo, Enrique VII, Carlos IV, Wenceslao y Segismundo. 
Esta orden se divide en tres clases: Grandes cruces, Comendadores y Caballeros, debiendo tener un gran maestre, que deberá ser un soberano, un príncipe o un conde reinante del imperio. Para ser admitido en ella es preciso pertenecerá la alta nobleza. 
Su divisa es una cruz de ocho puntas de esmalte blanco orlada, pometada y angulada con llamas de oro, pendiente de una corona Real con las iniciales S. H. C. W. de oro en sus brazos, cargada con un medallón de esmalte azul orlado de oro. En el anverso el mote ilustribus et nobilitati y en el reverso la efigie del santo patrono con las iniciales P. P D. E. en los brazos. La cinta azul celeste con filetes amarillos. La placa es una cruz de ocho puntas, orlada y pometada de plata con los brazos en escama y angulada con llamas de oro. 